# Phanerophlebiopsis
Phanerophlebiopsis là một chi dương xỉ thuộc họ Dryopteridaceae.
Bao gồm các loài:
- Phanerophlebiopsis blinii
- Phanerophlebiopsis kweichowensis
- Phanerophlebiopsis neopodophylla
- Phanerophlebiopsis tsiangiana